# Hofamt Priel
Hofamt Priel est une commune autrichienne du district de Melk en Basse-Autriche.